# Musikåret 1861

## Händelser
- Okänt datum – Tannhäuserskandalen i Paris.

## Födda
- 30 januari – Carles Martin Loeffler, amerikansk tonsättare.
- 19 maj – Nellie Melba, australisk operasångare (sopran)
- 17 juni – Sidney Jones, engelsk tonsättare.
- 30 juni – Anton Arenskij, rysk tonsättare.
- 15 juli – Tora Hwass, svensk pianist
- 16 juli – Franz von Blon (död 1945), tysk dirigent och kompositör.
- 10 oktober – Anna Casparsson (död 1961), svensk pianist och textilkonstnär.
- 18 december
  - Edward MacDowell, amerikansk tonsättare.
  - Lionel Monckton, engelsk tonsättare.

## Avlidna
- 26 augusti – Johan Fredrik Berwald, 73, svensk violinist, dirigent och tonsättare.
- 24 oktober – Elisabet Frösslind, 68, svensk operasångerska.